# Lingua adai
L'Adai (o anche Adaizan, Adaizi, Adaise, Adahi, Adaes, Adees, Atayos) è una lingua estinta nativa americana parlata nel nord-ovest della Louisiana.

## Classificazione
La lingua è poco documentata, dato che ne si è conservata solo una lista di 275 parole stilata nel 1804, rendendone la classificazione pressoché impossibile. È stato proposto un collegamento tra l'Adai e le vicine lingue caddoan, oggi ritenuto improbabile.